# Richland Springs (Texas)
Richland Springs es un pueblo ubicado en el condado de San Saba en el estado estadounidense de Texas. En el Censo de 2010 tenía una población de 338 habitantes y una densidad poblacional de 129,98 personas por km².

## Geografía
Richland Springs se encuentra ubicado en las coordenadas 31°16′15″N 98°56′46″O / 31.27083, -98.94611. Según la Oficina del Censo de los Estados Unidos, Richland Springs tiene una superficie total de 2.6 km², de la cual 2.6 km² corresponden a tierra firme y (0%) 0 km² es agua.

## Demografía
Según el censo de 2010, había 338 personas residiendo en Richland Springs. La densidad de población era de 129,98 hab./km². De los 338 habitantes, Richland Springs estaba compuesto por el 92.9% blancos, el 0.59% eran afroamericanos, el 0.3% eran amerindios, el 0% eran asiáticos, el 0% eran isleños del Pacífico, el 4.44% eran de otras razas y el 1.78% pertenecían a dos o más razas. Del total de la población el 13.31% eran hispanos o latinos de cualquier raza.